# Teinopodagrion yunka
Teinopodagrion yunka – gatunek ważki z rodziny Megapodagrionidae. Występuje na terenie Ameryki Południowej; jest endemitem Boliwii, stwierdzono go w departamentach La Paz, Cochabamba i Santa Cruz.
Gatunek ten został opisany w 2001 roku przez Jürga C. de. Marmelsa. Autor za holotyp uznał okaz muzealny – samca odłowionego w kwietniu 1960 roku około 4 km na północ od miasta Caranavi. Epitet gatunkowy pochodzi od keczuańskiego słowa yunka oznaczającego mieszkańca ekoregionu yungas położonego na wschodnich zboczach boliwijskich Andów.